# Agrilus abditus
Agrilus abditus es una especie de insecto del género Agrilus, familia Buprestidae, orden Coleoptera.
Fue descrita científicamente por Horn, 1891.
Se encuentra en Nevada, Arizona y Nuevo México. Los adultos se encuentran en roble, Quercus arizonica.